# Ceros

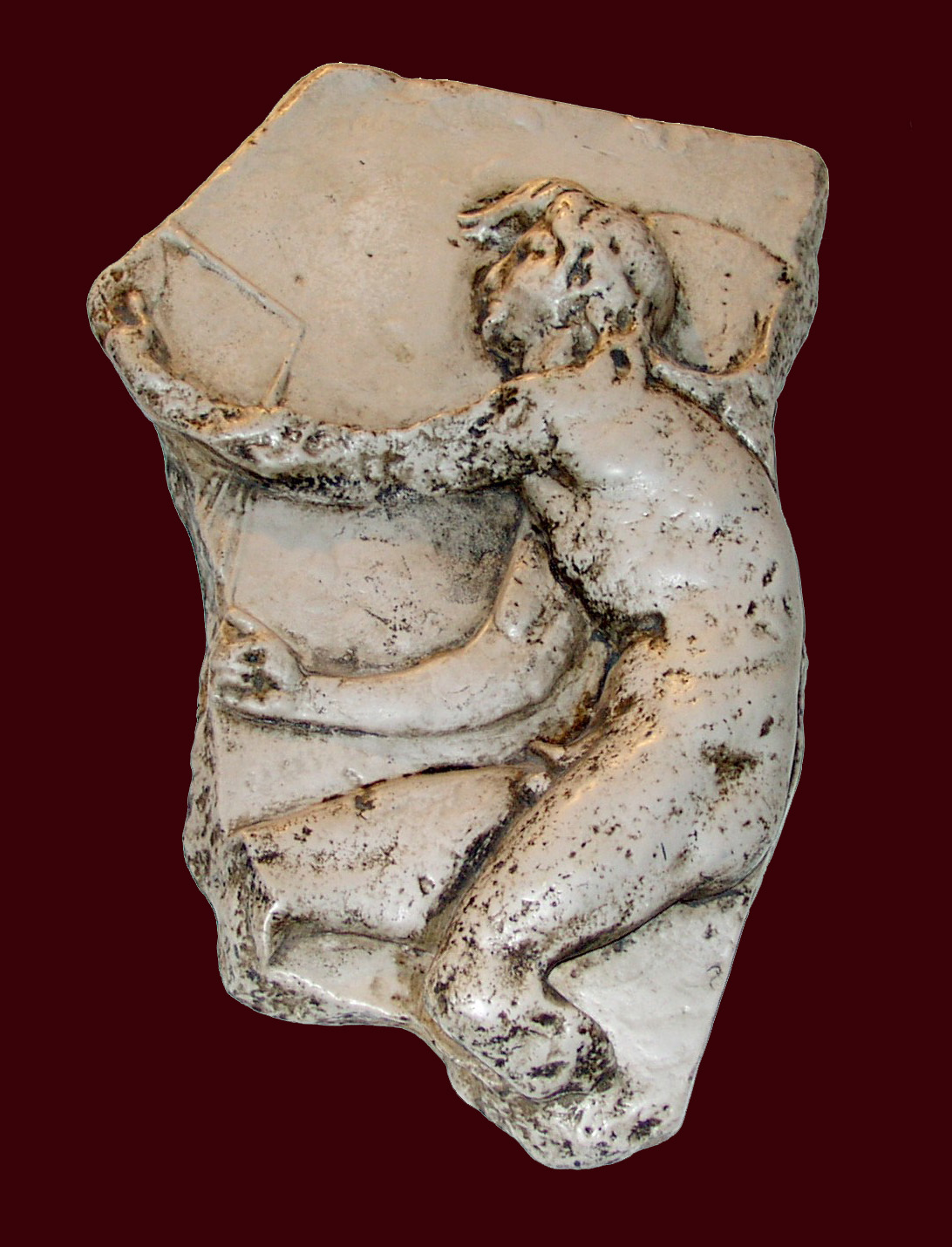
Relleu de Ceros de Lisip, còpia a Trogir

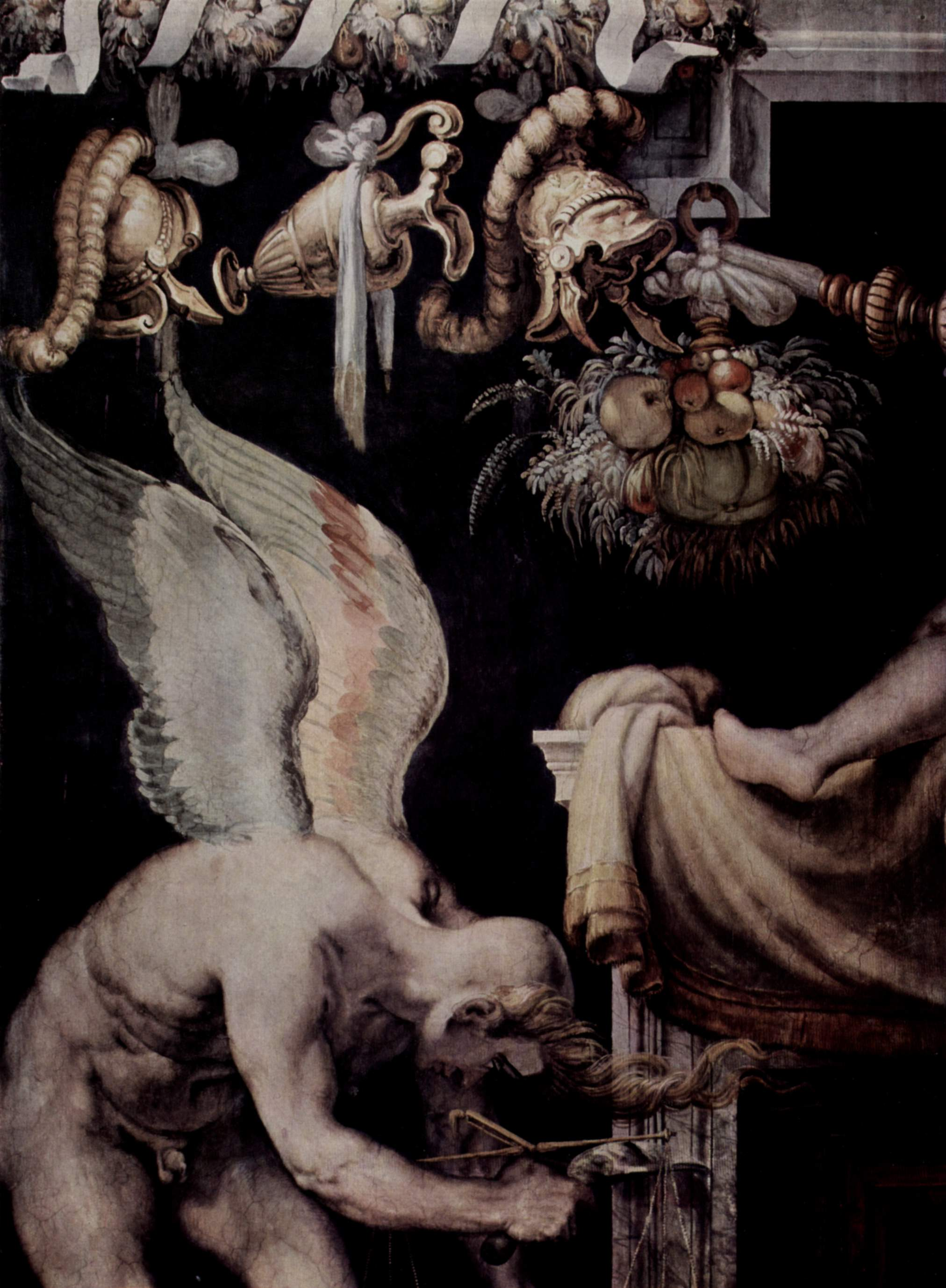
Detall d'un fresc de Francesco Salviati on Ceros és representat (1552-1554)

Ceros (en Καιρός, kairós) o Cerus (llatí: Caerus, adaptat del grec), conegut també per la traducció Ocasió (llatí: Occasio, ōnis) o per la transcripció Kairós, era, pels antics grecs, una de les tres maneres d'anomenar el temps, juntament amb Eó i Cronos, i fa referència al 'moment adequat i oportú' o 'moment suprem': mentre que Cronos es referia al temps cronològic o seqüencial, Ceros representava un moment del temps indeterminat en què passa alguna cosa d'especial; Cronos és així un concepte quantitatiu, mentre que Ceros té un caràcter qualitatiu.

## Mitologia
Ceros, en la mitologia grega, és fill de Zeus, déu del cel i del llamp (en mitologia romana anomenat Júpiter) i de Tique, deessa de la sort (en mitologia romana anomenada deessa de la Fortuna). No és un gran Déu, però és hereu del temps. Les arrels de Ceros remunten a quan Gea, deessa de la Terra (en mitologia romana anomenada Tel·lus), sense ajuda masculina, va donar a llum Úranos, déu el cel (en mitologia romana anomenat Eó). Després, aquest la va fertilitzar i van tenir sis Titans i sis titànides, entre ells Cronos i Rea. Cronos va sotmetre a la seva germana Rea i van tenir descendència: els anomenats Déus de l'Olimp, un d'ells Zeus (que va lluitar contra Cronos, va destruir la seva tirania i el va condemnar a presó al Tàrtar). Així que Ceros és fill d'un Déu prou poderós i té parentesc amb Cronos, però, així i tot, és capaç de fer que la fortuna somrigui. Simbolitza el lloc on s'uneixen i on es pot distingir el temps de la supervivència entre mort i mort, i el temps de la vida plena on no hi ha mort.

## Descripció figurativa i simbolisme
Ceros es presenta com un noi adolescent, calb o amb un manyoc de cabells a la part del davant del cap. A l'esquena té dues grans ales i a més té els peus alats com a símbol de la seva rapidesa (el que es pot interpretar com que se l'ha de trobar i agafar al moment just, ja que si no es pot escapar). La seva mà esquerra subjecta una balança desequilibrada, deixant entreveure que la seva virtut no és l'equilibri, encara que posseeixi el secret de la mesura. El seu aspecte físic reflecteix la bellesa, d’aquí en parteix la relació amb l’art.

## Ceros des de diferents àmbits
Segons Amanda Núñez, «Ceros és el temps del gaudi. És l’instant alegre i vivenciat. La manera individual de viure el temps intensament. És el punt just, el moment adequat, la potència i l'eficàcia combinats amb l’harmonia i el plaer. En tant que l’oposat de cronos no és un temps mesurable, ja que es regeix pel plaer sorgit de les emocions. És per aquest fet que, en l’actualitat, és un temps que resulta ser molt preuat a escala sentimental. Ceros, és un temps, però també un espai. És un temps de glòria. És l’oportunitat. És l’ocasió del retrobament i del punt d’equilibri productiu. Sentir dins d’un mateix Ceros significa entrar en un oasi de plenitud i viure moments d'il·lusió.»
Per a ella, el concepte sorgeix en diferents àmbits i activitats de la vida quotidiana:
- Ceros és el temps que reclamen els infants, vinculat al temps de l’oci. Un temps que porta a les persones al joc i al lleure. Fugir de la realitat per crear un món imaginari i únic. Evasió. Ens porta a una dimensió fora del món real.
- Ceros és un temps que està directament relacionat amb les celebracions. És el temps que per excel·lència sorgeix en les festes, i com a tal, segrega aquests instants del temps de treball. Són espais de temps en què sorgeix plenitud i que ens fan fugir del que entenem per quotidià o temps buit.
- Ceros és un temps molt vinculat a les creences i a les religions. És vist com l’instant que esdevé espiritual i sobrenatural. És el temps de la meditació i la reflexió interna.
- Ceros també apareix en el món esportiu en instants que són la clau per a l’èxit:

En el surf: el moment en què s'agafa el plec, és a dir, l'onada s'anomena Ceros. Només es mantindrà l'equilibri si s'opta per entrar a l’onada en el moment oportú.
En l’atletisme: s'anomena Ceros el moment precís en què el primer atleta travessa la meta.
- Ceros és vist dins l’àmbit de la medicina, com el temps idoni per a la intervenció mèdica.
- Ceros en l’àmbit de la retòrica, és el que fa que l'escrit tingui harmonia i fluïdesa, l'invisible que està relacionat amb el tema i l'estil.
- Ceros és un temps directament relacionat amb el món de les arts. És el temps de la inspiració, de la virtut i de la fecunditat. És el temps de la creació.

| «            | “Ésta es la dimensión del tiempo que yo llamo “kairológica”, la única capaz de conectar, en una tensión fecunda, pasado y futuro dentro del presente de la experiencia y la imaginación creativa”. | » |
| — G.MARRAMAO | |   |